# System przenoszenia oporządzenia MOLLE

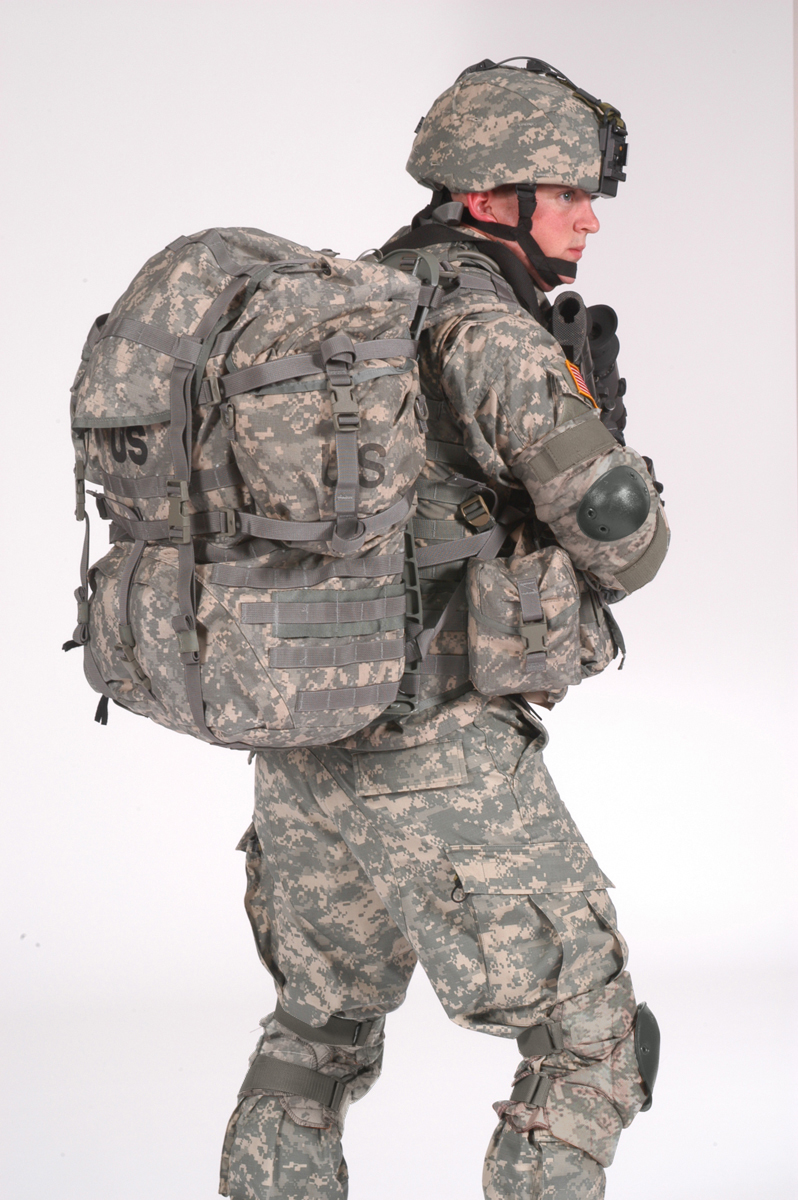
Żołnierz armii amerykańskiej w oporządzeniu MOLLE

Modular Lightweight Load-bearing Equipment (MOLLE) – modułowy system przenoszenia oporządzenia osobistego Sił Zbrojnych USA. W szerszym użytku od roku 2001. Zestaw wymiennych elementów umożliwia komponowanie zestawów najlepiej odpowiadających potrzebom użytkowników (w zależności od ilości i rodzaju przenoszonego sprzętu). Następca systemów ALICE i IIFS.

## Historia
Pierwsze badania nad nowym oporządzeniem rozpoczęły (Armia oraz USMC) w roku 1996. Nowe oporządzenie miało zastąpić stare pasoszelki ALICE, kamizelkę ITLBV oraz plecaki systemów ALICE I IIFS. Nowe oporządzenie wprowadzono w roku 1997, lecz w szerszym użytku pojawiło się dopiero po atakach z 11 września 2001 roku. Kamizelki w systemie MOLLE są obecnie rzadziej spotykane wśród żołnierzy ze względu na stosowanie kamizelek balistycznych posiadających taśmy PALS (np. IBA).

## Konstrukcja
System MOLLE składa się z kilkunastu elementów. Należą do nich: modułowa kamizelka (Fighting Load Carrier), zestaw kieszeni i ładownic, plecak zasadniczy (Large Rucksack), plecak patrolowy (Assault Pack), torba biodrowa/chlebak (Waist Pack), system nawadniający i zestaw naprawczy.

### Kamizelka (Fighting Load Carrier)
Kamizelka Fighting Load Carrier (FLC) nie posiada żadnych stałych kieszeni, ani ładownic. Posiada za to system taśm PALS pozwalających przypiąć dowolną ładownicę w systemie PALS. Dzięki temu jest uniwersalna i może służyć żołnierzom o różnych funkcjach. Ponadto pozwala zabrać żołnierzowi więcej sprzętu niż w kamizelkach ILBV lub w pasoszelkach ALICE. Dodatkowym atutem jest też równomierne rozkładanie się ciężaru. Kamizelka z przodu zapinana jest na dwie klamry (MOLLE I) lub klamrę oraz zamek błyskawiczny (MOLLE II). Kamizelka wykonana jest z tkaniny nylonowej oraz mocnej siatki. Aby zapewnić lepszą wentylację posiada „odkryte” plecy. Kontraktowe kamizelki (a także kieszenie i ładownice od nich) występują w kamuflażach: Woodland, 3 Color Desert Pattern i Universal Camouflage Pattern oraz w kolorze coyote brown (Marines) i białym.

#### Konfiguracje kamizelki dla osób funkcyjnych
Dla poszczególnych konfiguracji przedstawiono stosowane kieszenie i ładownice.
Konfiguracja zwykła (strzelec):
- ładownica na 2 magazynki do M16 (3 sztuki)
- ładownica na 3 magazynki do M16 (2 szt.) lub bandolier na 6 magazynków do M16 (1 szt.)
- kieszeń na granat ręczny (2 szt.)
- pokrowiec na manierkę / kieszeń uniwersalna (2 szt.)

Kamizelka w tej konfiguracji wraz z systemem nawadniającym i torbą biodrową (lub plecakiem patrolowym) stanowi pełny zestaw oporządzenia dla strzelca.
Konfiguracja strzelec km-u:
- ładownica na 100 nabojowy magazynek[a] do M249 SAW (2 szt.)
- ładownica na 200 nabojowy magazynek[a] do M249 SAW (2 szt.)
- pokrowiec na manierkę / kieszeń uniwersalna (2 szt.)

Konfiguracja grenadier:
- kieszeń na 1 granat 40 mm (10 szt.)
- kieszeń na 2 granaty 40 mm (4 szt.)
- kieszeń na 2 granaty flashbang (2 szt.)
- pokrowiec na manierkę / kieszeń uniwersalna (2 szt.)

Konfiguracja ratownik medyczny:
- kieszeń na sprzęt medyczny (4 szt.)
- pokrowiec na manierkę / kieszeń uniwersalna (2 szt.)

### Torba biodrowa/chlebak (Waist Pack)
Torba biodrowa zastąpiła stosowane dotąd w Siłach Zbrojnych USA chlebaki. W przeciwieństwie do starego rozwiązania, można ją nosić samodzielnie (bez kamizelki, dzięki paskowi biodrowemu). Oprócz tego można ją przypiąć do plecaka lub kamizelki.

### Plecak główny (Large Rucksack)
Wraz z kamizelką wprowadzono nowy plecak mający zastąpić plecaki z systemów ALICE i IIFS. 
Komorę główną o pojemności ok. 66 l można podzielić na dwie części. Plecak ma dwie dopinane (system PALS) kieszenie boczne o pojemności ok. 8 l każda, mogące pomieścić np. rację MRE. Dostęp do zawartości plecaka możliwy jest z góry (klapa) oraz z dołu (zamek). Dzięki temu z dna plecaka można wyjąć np. śpiwór nie ruszając rzeczy znajdujących się powyżej. W klapie umieszczono kieszeń. Plecak ma także specjalną kieszeń do przenoszenia miny M18A1 Claymore. Stelaż plecaka stanowi plastikowa rama. Plecak ma też pas biodrowy. Możliwe jest dopięcia dodatkowych kieszeni dzięki naszytym taśmom PALS.
Główną wadą plecaków systemu MOLLE I był system szybkiego montażu ramy. Odpowiedzią na słabe strony plecaka MOLLE I było wprowadzenie nowych plecaków MOLLE II. Zastąpiono stare mocowanie nowszym, solidniejszym.
Plecaków MOLLE II nie wprowadzono do służby w USMC. Zamiast nich wprowadzono plecaki ILBE.

### Plecak patrolowy (Assault Pack)
Jest to plecak przeznaczony na krótkie patrole. Posiada jedną główną komorę (zamykaną na zamek błyskawiczny) oraz mniejszą zamykaną na rzep. Istnieje możliwość przypięcia dodatkowych kieszeni dzięki taśmom PALS. Ponadto posiada otwór na wężyk od systemu nawadniającego lub antenę radiostacji. Plecak ten spełnia wymogi sprzętu dla wojsk powietrznodesantowych.